# Hannes Dotzler
Hannes Dotzler (25 febbraio 1990) è un ex fondista tedesco.
È figlio di Stefan, a sua volta fondista di alto livello.

## Biografia
In Coppa del Mondo ha esordito il 6 marzo 2010 a Lahti (26º) e ha ottenuto il primo podio il giorno successivo nella medesima località (3º).
In carriera ha preso parte a un'edizione dei Giochi olimpici invernali, Soči 2014 (11º nella 15 km, 12º nello skiathlon, 7º nella sprint a squadre, 9º nella 15 km), e a due dei Campionati mondiali (7º nella 50 km e nella staffetta a Val di Fiemme 2013 i migliori risultati).

## Palmarès

### Mondiali juniores
- 3 medaglie:
  - 2 argenti (staffetta a Malles Venosta 2008; staffetta a Praz de Lys - Sommand 2009)
  - 1 bronzo (staffetta a Hinterzarten 2010)

### Coppa del Mondo
- Miglior piazzamento in classifica generale: 27º nel 2014
- 1 podio (a squadre):
  - 1 terzo posto

#### Coppa del Mondo - competizioni intermedie
- 1 podio di tappa:
  - 1 secondo posto